# 詹姆斯·莱文
詹姆斯·勞倫斯·莱文（英語：James Lawrence Levine，1943年6月23日—2021年3月9日），美國指挥家和钢琴演奏家。

## 生平
莱文出生于俄亥俄辛辛那堤一個音乐世家。他的父亲是一个舞会乐团的首席小提琴手，他的祖父是犹太教庙的领唱。10岁时列文就已作为钢琴家上台与辛辛那堤交响乐团同台献艺了。他在瓦尔特·列文那学习音乐理论，在鲁道夫·塞尔金门下学习钢琴。1961年他在纽约朱利亚德音乐学院毕业，专业是指挥和歌唱。
1964年列文成为克利夫兰管弦乐团最年轻的助理指挥，艺术指导则是乔治·塞尔。1971年他转到纽约大都会歌剧院上任，首演的剧目是普契尼的托斯卡。
之后他在大都会歌剧院扶摇直上，1973年成为首席指挥，1976年任音乐指导到1986年成为艺术总监。他在那里指挥超过2000场，75部歌剧作品，其中很多都是该乐团首次接触到的。列文不但带领乐团作世界巡回，还经常双双出现在电视上。除擔任指挥外，他並作为钢琴家演奏和为歌曲伴奏，和他合作的歌唱家有巴托莉、包罗丁娜和卡娜娃等人。
他指挥过世界上所有最重要的乐团，包括柏林爱乐管弦乐团、维也纳爱乐管弦乐团和芝加哥交响乐团。他还经常做客萨尔斯堡音乐节（1975—1993）和拜羅伊特音樂節（1982—1998），三大男高音卡雷拉斯、多明戈和帕瓦罗蒂的世界巡回就是由他陪同的，还为迪士尼的电影幻想曲2000配乐。当然还有录音也是他的艺术生活之一，从1972年起他已录制超过200款唱片。
1999/2000乐季开始，莱文被任命为慕尼黑爱乐管弦乐团的首席指挥，在2002年6月他与乐团在巴登巴登音乐节乐厅里献演。 （页面存档备份，存于）
在2004年夏天，他转到波士顿交响乐团上任，2011年他因為健康因素卸下這個職務。
2016年，莱文因健康原因从大都会歌剧院退休，但仍以荣誉指挥的身份在大都会歌剧院登台。
2021年3月9日，莱文於加州棕櫚泉的住家辭世，享年77歲。

## 爭議

### 性骚扰行为
2017年12月，莱文被指控性侵年轻男性音乐家，大都会歌剧院决定将其停职。2018年3月12日，大都会歌剧院发表声明，称已有确凿证据证明莱文曾进行性骚扰和性侵活动，歌剧院已与其解除关系。据报道，莱文的性骚扰行为可追溯至几十年前。

## 外部連結
- 詹姆斯·莱文的Discogs页面（英文）